# John Walsh (om de știință)
John Walsh (n. 1 iulie 1726, Chennai, India Britanică, India – d. 9 martie 1795, Londra, Regatul Marii Britanii) a fost un om de știință britanic și secretar al guvernatorului Bengalului . 
John a fost fiul lui Joseph Walsh, secretar al guvernatorului Fort St. George și vărul la Nevil Maskelyne, Astronomer Royal, și sora lui Margaret, soția Lordului Robert Clive . 

## Viața
A intrat în Compania Engleză a Indiei de Est la vârsta de cincisprezece ani și a devenit secretarul privat al lui Clive.  În timpul campaniei Plassey din 1757 împotriva Nawabului Bengalului, Siraj Ud Daulah, John Walsh a primit 56.000 de lire sterline în bani. La întoarcerea din Anglia, în 1759, averea lui era estimată la 147.000 de lire sterline și a căutat repede să achiziționeze capcanele necesare ale puterii aristocratice din Marea Britanie din secolul al XVIII-lea: teren și influență politică. La sfârșitul anului 1764, Walsh a achiziționat imobilul mare din Warfield Park, în apropiere de Bracknell, în Berkshire, și a petrecut următorii doi ani făcând acest lucru. A fost deputat pentru Worcester din 1761 până în 1780.  El a continuat să-l slujească pe Robert Clive sau „Clive of India” așa cum a devenit cunoscut și a încercat să formeze un interes parlamentar în favoarea sa. 
În viața ulterioară, interesele lui John Walsh au fost științifice, cu un interes deosebit pentru peștele electric .   El a fost ales Fellow of the Royal Society în 1770 și i s-a acordat medalia Copley în 1773 pentru o hârtie cu privire la proprietățile electrice ale peștilor torpilor .  
La moartea sa, în 1795, Sir John Walsh, așa cum era cunoscut atunci, și-a lăsat averea nepoatei sale, Margaret Walsh, și soțului ei, John Benn, cu condiția să își schimbe numele de familie cu Benn-Walsh.

## Legături externe
- Desen al lui John Walsh de pe site-ul Royal Berkshire History